# Азовське (Бердянський район)
Азóвське (до 2016 року — Луначарське) — село в Україні, у Бердянській міській громаді Бердянського району Запорізької області. Населення становить 2473 осіб.

## Назва
З 1861 року мало назву Іванівка, у 1918 році перейменовано на Луначарське. Сучасна назва — з 3 червня 2016 року, в ході декомунізації, відповідно з постановою Верховної Ради України від 19 травня 2016 року № 4085 «Про перейменування окремих населених пунктів та районів» перейменовано в село Азовське.

## Географія
Село Азовське розташоване за 2,5 км від міста Бердянська, на березі річки Куца Бердянка, яка через 2 км впадає в Азовське море. Селом пролягають автошляхи М14E58 та Н30. Найближча залізнична станція Берда розташована за 7 км від села.

## Історія
Село засноване у 1861 році переселенцями: болгарами та гагаузами, на місці ногайського поселення Котур-Огли. Поблизу села виявлено рештки поселення доби пізньої бронзи (І тисячоліття до нашої ери).

## Населення

### Мова
Розподіл населення за рідною мовою за даними :
| Мова            | Кількість | Відсоток |
| --------------- | --------- | -------- |
| російська       | 1975      | 79.86%   |
| українська      | 413       | 16.70%   |
| болгарська      | 77        | 3.11%    |
| румунська       | 1         | 0.04%    |
| грецька         | 1         | 0.04%    |
| інші/не вказали | 6         | 0.25%    |
| Усього          | 2473      | 100%     |

## Економіка
- ПАФ «Нива плюс».
- Племооб'єднання «Бердянське», ТОВ.
- База відпочинку «Гвоздика».
- ВАТ «Шляхово-будівельне управління № 22».
- Бердянський держлісгосп.
- ТД «Сигма»

## Об'єкти соціальної сфери
- Школа.
- Дитячий садочок.
- Будинок культури.
- Амбулаторія.

## Відомі особи
- Дойнова Ганна Прокопівна — мешканка села, Герой Соціалістичної Праці, почесний громадянин Бердянська.